# Ан-Наба (газета)
«Ан-Наба» (араб. النبأ‎ — в переводе с араб. — «Весть») — официальная еженедельная газета, выпускаемая Центральным медиа-офисом Исламского государства, впервые опубликованная в 2014 году.
Первый выпуск газеты был опубликован в мае-июне 2010 года, а 17 октября 2015 года она начала свою деятельность в качестве официального еженедельного информационного бюллетеня. По состоянию на 9 января 2025 года было опубликовано 477 выпусков.
После поражения ИГ в Сирии и Ираке издание газеты временно прекратилось, хотя и возобновилось по мере перегруппировки организации.